# Ciyun
Ciyun (kinesiska: 慈云) är en köping i sydvästra Kina. Den ligger i stadsdistriktet Jiangjin i storstadsområdet Chongqing, omkring 65 kilometer sydväst om det centrala stadsdistriktet Yuzhong. Antalet invånare är 18 551. Befolkningen består av 9 144 kvinnor och 9 407 män. Barn under 15 år utgör 19,0 %, vuxna 15-64 år 62 %, och äldre över 65 år 17,0 %.